# Forêt de Phalempin
La forêt domaniale de Phalempin est d'une taille modeste (670 hectares) et se situe sur l'ancien pays du Carembault dans le nord de la France entre Lille et le bassin minier du Nord-Pas-de-Calais. 

## Histoire

### XIXesiècle

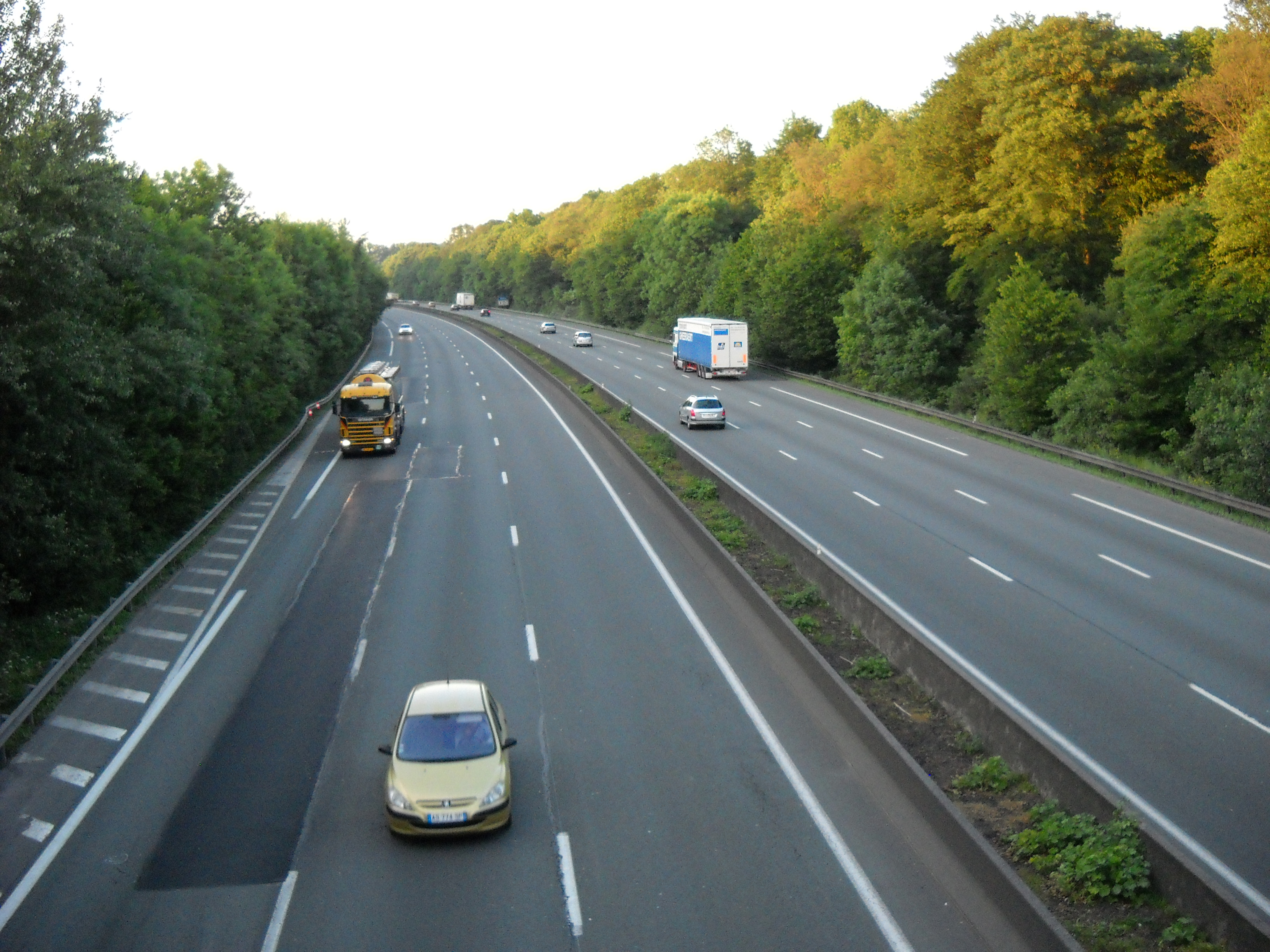
L'autoroute A1 traverse la forêt.

Cette forêt a longtemps été un des hauts-lieux naturalistes du Nord de la France.
Ainsi en 1851, l'entomologiste et spécialiste des arbres J. Macquart écrivait-il :

« J'allais souvent visiter la petite forêt de Phalempin (2) près de Lille et du champ de bataille de Mons-en-Pevèle (3). C'est un site précieux pour les entomologistes et qui fait pardonner à la plaine lilloise sa pauvreté sous ce rapport. Les petits coléoptères y abondent surtout, et l'on trouve assez souvent des espèces rares ailleurs. »

### XXesiècle
En particulier jusqu'après la Seconde Guerre mondiale, cette forêt pourtant intensivement exploitée depuis plusieurs siècles était particulièrement riche en Ichneumonidés. 

### Résistance
La forêt est le théâtre d'un événement de la résistance intérieure française en 1942. Le jeune mineur Simon Kurlik, domicilié à Lens, qui fut avec Julien Hapiot un leader de l'attaque des véhicules allemands de Vimy en septembre 1940 puis de la grande grève patriotique des cent mille mineurs du Nord-Pas-de-Calais en mai-juin 1941, entré dans la clandestinité depuis le 23 novembre 1941, fut arrêté avec son groupe de résistants le 10 septembre 1942 par la gendarmerie et la police d'Hénin-Liétard dans la Forêt de Phalempin. Il dirigeait les petites équipes de 4 à 6 résistants de Méricourt Sallaumines et Harnes. Remis aux Allemands, il a été fusillé le 4 novembre 1942 à la citadelle d'Arras.

### Autoroute A1
Il semble que sa traversée par l'Autoroute A1 (sans écoduc ni mesure compensatoire) et la pollution générale de l'environnement agricole par les pesticides aient contribué à y faire fortement régresser la biodiversité.

## Environnement
Bien que localement surfréquentée en raison de la proximité des connurbations lilloise et du bassin minier, cette forêt est un élément important de la Trame verte régionale et nationale. Elle pourrait à l'avenir être un des « ponts » ou « gué » entre la trame verte de la métropole lilloise et celle du proche Bassin minier pour les espèces forestières et de lisières.